# شانتانو

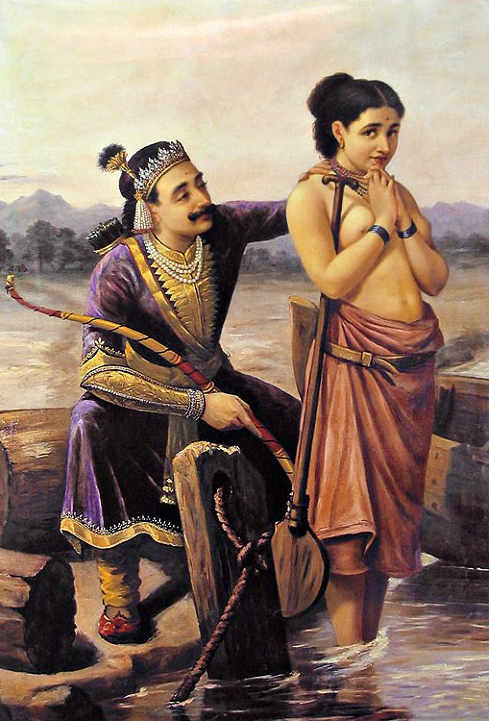
خواستگاری شانتانو از ستیوتی، دختر ماهیگیر. نگاره ای از راجا راوی وارما

شانتانو یا شَنتَن از شخصیت‌های یادشده در رزمنامه هندی مهاباراتا است. بنا به روایت مهاباراتا، شانتانو پادشاهی از تبار کورو بود و در ولایت هستیناپور هندوستان فرمانروایی داشت. وی نواده پادشاه بزرگ بهارت و جد بزرگ دو خاندانِ پاندوان و کوروان بود. نامِ شانتانو همچنین در ریگ ودا مذکور است.

## رسیدن به شاهی
شانتانو پسر کهتر پادشاه پراتیپ بود، که در زمان کهنسالی پادشاه پراتیپ، زاده شده بود. پسر مهترِ پراتیپ، به نام دواپی، مبتلا به پیسی بود و به همین دلیل، از تاج و تخت شاهی چشم پوشید و به رهبانیت روی آورد. پسر میانی پراتیپ، موسوم به بالهیکا، قصد فتح بلخ نمود و بدان دیار لشکر کشید. بنابراین، شانتانو بود که پس از مرگ پدرش وارث تاج شاهی شد و در هستیناپور فرمانروا گردید.

## شانتانو و گنگ
بنا به بازگفته‌ها، هرچند شانتانو از شکوه و جلال پادشاهان کم نداشت، لیکن عمرش را بیشتر در جنگاوری می گذرانید و زن و فرزند نداشت. تا این که شانتانو، زنِ زیبایی را در کرانه گنگ دید و بدان زن پیشنهاد ازدواج داد. زن، در برابرِ پذیرفتن پیشنهاد ازدواج، شرطی گذاشت و از شانتانو خواست که عهد کند هرگز از وی پرسش نکند و این که آزاد باشد هر چه می‌خواهد انجام دهد. شاه، به ناچار پیمان بست و آن دو به همسری هم درآمدند.اما شهبانو هر سال فرزندی می آورد و آن را در دریا غرق می نمود و نه شاه و نه درباریان نمی‌توانستند از وی پرسش کنند. این رخد اد هفت بار تکرار شد، تا این که بار هشتم شانتانو از گنگا پرسید که چرا این کار را می‌کند. گنگا توضیح داد که وی در حقیقت دختر برهما و از تباری آسمانی است و با این کار فرزندانِ او را از نفرینی ایزدی نجات می‌داده است.
فرزند هشتم شانتانو از گنگا زنده ماند، عمری دراز کرد و بهیشم نام گرفت.

## شانتانو و ستیوتی
شانتانو همچنین در کرانه رود یامونا به دختری قایقران به نام ستیوتی دلبسته گشت، پس ستیوتی را از پدرش خواستگاری کرد. پدر ستیوتی گفته بود که شرطِ وی برای موافقت با این ازدواج، کناره گیری بهیشم از ولایتعهدی به سود پسران ستیوتی است - بهیشم نیز از ولایتعهدی چشم پوشید. شانتانو و ستیوتی صاحب دو پسر به نام‌های چیترانگادا و ویچیتراویریا شدند.